# Ustilago hordei
Ustilago hordei (Pers.) Lagerh.) – gatunek grzybów z rodziny głowniowatych (Ustilaginaceae). Wywołuje chorobę jęczmienia o nazwie głownia zwarta jęczmienia.

## Systematyka i nazewnictwo
Pozycja w klasyfikacji według Index Fungorum: Ustilago, Ustilaginaceae, Ustilaginales, Ustilaginomycetidae, Ustilaginomycetes, Ustilaginomycotina, Basidiomycota, Fungi.
Po raz pierwszy takson ten zdiagnozowany został w 1801 r. przez Ch.H. Persoona jako Uredo segetum a hordei. Obecną, uznaną przez Index Fungorum nazwę nadał mu w 1889 r. N.G. Lagerheim, przenosząc go do rodzaju Ustilago.
Synonimy nazwy naukowej:

- Erysibe vera a hordei (Pers.) Wallr. 1833
- Peziza decipiens Wallr. 1833
- Tapesia decipiens (Wallr.) Sacc. 1889
- Uredo carbo DC. 1815
- Uredo hordei (Pers.) Mussat 1900
- Uredo segetum a hordei Pers. 1801
- Ustilago carbo (DC.) Tul. & C. Tul. 1847
- Ustilago decipiens (Wallr.) Liro 1924
- Ustilago hordei Bref. 1895
- Ustilago hordei (Pers.) Kellerm. & Swingle 1890
- Ustilago hordei (Pers.) Lagerh. 1889 f. hordei
- Ustilago hordei (Pers.) Lagerh. 1889 var. hordei
- Ustilago kolleri Wille 1893
- Ustilago segetum var. hordei (Pers.) Rabenh. 1856)

## Cykl rozwojowy
Teliospory z zakażonych ziaren jęczmienia dostają się do zdrowych nasion zazwyczaj podczas młocki. Po zasianiu takich zakażonych ziaren w glebie z teliospor rozwija się 4-komórkowa przedgrzybnia, a na niej sporydia. Dochodzi w nich do plazmogamii sąsiednich komórek, w wyniku czego powstaje dwujądrowa grzybnia (dikarion). Infekuje ona kiełki jęczmienia gdy osiągają długość około 5 cm, a następnie rośnie wraz ze wzrostem rośliny. Przerasta cała długość pędu nadziemnego i silnie rozrasta się w zawiązkach kłosków. Kłoski ulegają zniszczeniu, a całą ich zawartość wypełniają grube strzępki grzybni rozpadające się na teliospory. Są one oliwkowobrunatne, grubościenne, gładkie i prawie kuliste. Mają średnicę 6–8,5 μm.